# 田川誠
田川 誠（タガワ マコト、1982年 – ）は、日本の美術家。長崎県生まれ。長崎日本大学高等学校デザイン美術科卒業。長崎県美術協会会員。

## 経歴
- 1982年 - 長崎市で生まれる[2]
- 1999年 - 長崎県美術展覧会 長崎県知事賞受賞[2]
- 2000年 - 美術家としての活動を開始[2]
- 2005年 - 長崎県美術展覧会 第50回記念賞受賞
- 2006年 - 長崎県美術展覧会 長崎新聞社賞受賞
- 2008年 - 都内を中心に活動を開始[2]
- 2011年 - 父の死をきっかけに、月と猫を題材とした作品群の制作を開始[2]
- 2013年 - 月と猫の作品群を収録した書籍の出版プロジェクトを開始[2]
- 2014年 - 作品集『月と猫』出版[2]
- 2015年 - 調布市文化会館たづくりにて「クリエイティブリユースでアート! 」参加[3]
- 2015年 - 長崎市立図書館にて「作品集『月と猫』ができるまで」開催[4][5]
- 2016年 - 調布市文化会館たづくりくすのきホールにて「月と森の記憶」開催[6]
- 2016年 - ハンセン病をテーマに制作した絵画作品がファッションブランド「tenbo」の服に取り入れられ、東京コレクションで発表[7]
- 2016年 - 国立ハンセン病資料館にて「ハンセン病×ファッション×アート展」開催[7][8][9][10]
- 2016年 - 国立ハンセン病資料館にてトークイベント「ハンセン病×ファッション×アート」に登壇[10]
- 2017年 - 千本プラザにて展覧会「田川誠作品展『ハンセン』」開催[11]
- 2017年 - 国立ハンセン病資料館にて企画展「じんけんのもり」開催[12]

- 2017年 - 国立ハンセン病資料館にてトークイベント「Hand Stamp Art Project × 田川誠『じんけんのもり』」に登壇[18]
- 2018年 - 長崎市立図書館開館10周年記念事業に作品を提供[19][20][21][22]
- 2018年 - 長崎市立図書館にて 田川誠×長崎市立図書館「ハンドスタンプアートプロジェクト」に参加しよう！開催[23][24]
- 2019年 - 国立ハンセン病資料館にて キャンバスにあつまれ！国立ハンセン病資料館2019年度春季企画展キャンバスに集う〜菊池恵楓園金陽会絵画展付帯事業ワークショップ開催[25]
- 2019年 - 駿府匠宿にて 「キットパスでらくがき大会・いろいろワークショップ」開催 駿府匠宿20周年記念事業[26]
- 2019年 - 丸の内vacansにて One Voice フェス！美術協力[27]
- 2019年 - 国立ハンセン病資料館にて アートイベント「みんなで描こうクリスマスツリー」開催[28]
- 2020年 - 永山公民館ギャラリーにて パネル展「絵の中のふるさと、光、いのち。〜アートが放つ魂のきらめき〜」開催[29]
- 2020年 - 広島テレビにて 被爆75年企画『Pray for Peace collection 2020 〜折り鶴ドレスファッションショー〜』開催[30]
- 2021年 - Apple Japan「Macの向こうから - 日本でつくる」キャンペーン アンバサダー[31]

- 2021年 - 関戸公民館ギャラリーにて「手でふれるいのちのぬくもり展」ミニ・生命のメッセージ展in多摩&お絵かきワークショップ開催[32]

## 作風
暗い夜の闇に、森や動物などのファンタジックな題材を描き込む。ブルーやイエローを何度も塗り重ねる独特の色使いは、生まれつきの色覚異常によるところが大きい。絵本の絵柄のようだが、大人の鑑賞を意識している。

## 作品

### 書籍
- 『月と猫 田川誠作品集』Peter and Joseph、2014年5月、ISBN 978-4990768416。絵：田川誠、ことば：あさひゆかり、デザイン：川路あずさ、48ページ[2]。
父の死をきっかけに、「出会いと別れ」をテーマに制作された絵画作品23点を掲載している。夜を無数の星々が彩り、闇の中に隠れたひそかな希望を照らし出すような、優しい色彩が深く心にしみてくる。すべてが欠けて見えなくなっても、変わらず頭上にあり見守ってくれる「月」のように、「たとえ姿はみえなくても大切な存在はそばにいる」という、田川が絵に込めたメッセージを、詩人・朝日ゆかりが言葉にし、作品に添えた[33]。

## メディア出演

### テレビ番組
- 2014年4月 おおむらケーブルテレビ「いきいき大村マイタウン」ゲスト出演
- 2014年4月 schoo「CAMPFIREに学ぶ！クラウドファンディングのはじめ方」ゲスト出演
- 2020年8月 広島テレビ「被爆75年企画『Pray for Peace collection 2020 〜折り鶴ドレスファッションショー〜』」平和のアート制作・ゲスト出演

### CM
- 2021年2月 Apple「Macの向こうから - 日本でつくる」